# Movementu Kousa Promé
Movementu Kousa Promé (MKP), vrij vertaald 'Eerst het Doel', is een politieke partij op Curaçao. De partij is op 17 april 2015 opgericht door voormalig minister namens Pueblo Soberano René Rosalia, die ook politiek leider van de partij is. 
De partij heeft als doel bij te dragen aan het proces van de eenheid van Curaçao als autonoom land. Ook streeft de partij naar culturele, historische, politieke en burgerlijke emancipatie van Curaçao. Opvoeding en ontwikkeling van de YDK (Curaçaoënaar) is zeer belangrijk voor MKP. Alleen als een regering ervan bewust is dat het bereiken van welzijn en duurzame ontwikkelingen voor het eiland Curaçao haalbaar is, nadat er met zijn allen een beleid wordt uitgevoerd waar de ontwikkeling en welzijn van de YDK centraal staat. Daarom spreekt MKP van een "YDK- NOBO"(Een nieuwe Curaçaoënaar). Alleen met de YDK- NOBO die bewust is van zijn verleden, de uitdagingen van het heden aangaat en zijn toekomst uitgestippeld, kan ervoor zorgen dat Curaçao zijn onafhankelijkheid ooit kan behalen.   
Na het behalen van voldoende steunstemmen in de voorverkiezing deed de partij mee aan de statenverkiezingen van 2016 , 2017 en 2021. MKP slaagde er niet in voldoende stemmen binnen te halen voor vertegenwoordiging in de Staten van Curaçao. Maar wel is er grote vooruitgang geboekt in stemmen van 2016 naar 2017 groeide het partij met 5,8 procent aan stemmen en van 2017 naar 2021 met 24,3% aan stemmen voor beide Statenverkiezingen. 
MKP groeit, en het is met mede dank aan Akademia Popular Errol Scoop, de afdeling binnen de organisatie die zorgt voor emancipatorische opvoeding op het eiland. 